# Денюэль, Элеонора
Луиза Катрин Элеонора Денюэль де ла Плень (13 сентября 1787, Париж — 30 января 1868, VIII округ Парижа) — фаворитка императора Наполеона I и мать его внебрачного сына Шарля, графа Леона.

## Биография

### Ранние годы и первый брак
Родилась в семье Франсуазы-Шарлотты-Элеоноры Купри (Françoise-Charlotte-Eléonore Couprie) (1767—1850) и Доминика Денюэля (Dominique Denuelle) (около 1748—1821). Её отец был парижским буржуа, занимал нескольких королевских должностей, которые он потерял во время революции.
По словам современников, она была красивой и остроумной. Была принята в пансионат мадам Кампан, где познакомилась с сёстрами Наполеона. В возрасте 18 лет вышла замуж за бывшего капитана 15-го драгунского полка Жан-Франсуа Ревель-Оноре (Jean-François Revel-Honoré). Её муж был арестован за мошенничество через три месяца после заключения брака и приговорён к двум годам тюремного заключения. 29 апреля 1806 года супругам был предоставлен развод.

### Любовница Наполеона и рождение сына

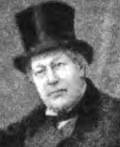
Сын Шарль, граф Леон

Вскоре после этого она стала любовницей императора Наполеона, благодаря помощи его сестры Каролины Бонапарт и её мужа маршала Мюрата, и менее чем через год, 13 декабря 1806 года, родился их незаконнорожденный сын Шарль Леон. Он был первым внебрачным ребёнком Наполеона и стал доказательством того, что Наполеон способен произвести наследника, доказав, что бесплодна была его жена Жозефина Богарне. В результате, желая иметь законного наследника своей империи, он развёлся с Жозефиной и женился на Марии-Луизе Австрийской.
Наполеон узнал о рождении сына 30 декабря 1806 года, находясь в Пултуске. Он никогда больше не встречался с Элеонорой. Когда она попыталась в следующем году увидеться с ним во дворце Фонтенбло, ей было отказано. Однако он каждый год выплачивал ей приличную сумму денег.

### Дальнейшая жизнь

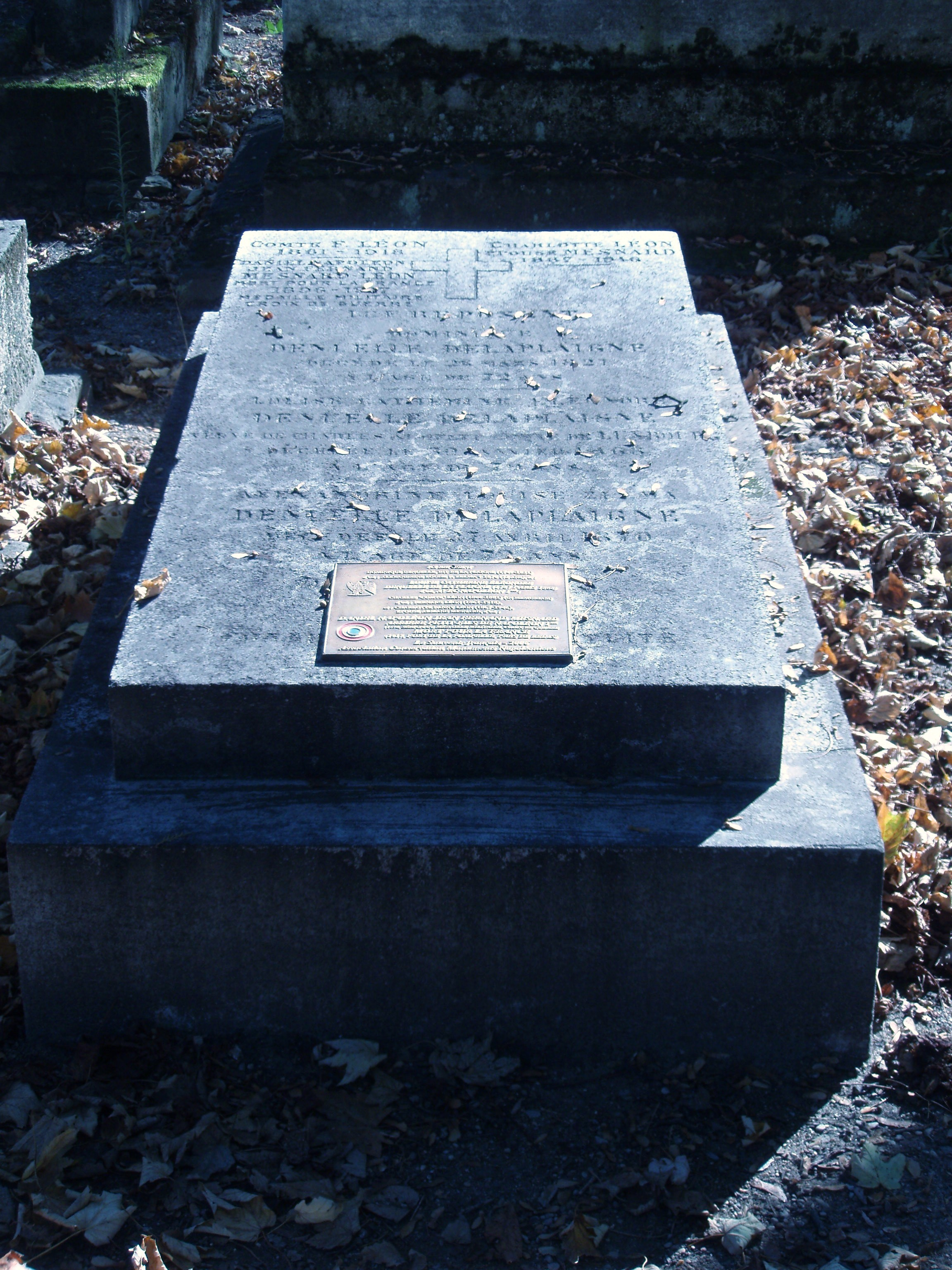
Надгробие на кладбище Пер-Лашез

В 1808 году Наполеон устроил для неё брак с молодым лейтенантом 15-го линейного пехотного полка Пьером-Филиппом Ожье де ля Созье (Pierre-Philippe Augier de la Sauzaye), чтобы положить конец внебрачной связи. Они поженились 4 февраля 1808 года. Император оплатил ей большое приданое, и молодожёны отправились в Испанию. 28 ноября 1812 года во время русской кампании Ожье был объявлен пропавшим без вести в районе Березины. По приглашению Стефании де Богарне, великой герцогини Баденской, которая тоже когда-то училась у мадам Кампан, Элеонора переехала в Мангейм. Там она познакомилась с графом Шарль-Эмиль-Огюст-Луи де Люксбургом, и 23 мая 1814 года она вышла за него замуж. Позже де Люксбург стал министром в правительстве королевства Бавария. Несмотря на все попытки её первого мужа, который появился в конце того же года, аннулировать её брак, она прожила с графом до самой его смерти 35 лет спустя, 1 сентября 1849 года.
Став вдовой во второй раз, Элеонора прожила ещё почти двадцать лет. Она умерла 30 января 1868 года в Париже, и была похоронена на кладбище Пер-Лашез с цепочкой и медальоном, которые ей подарил Наполеон.

## Образ в кино
- «Наполеон: путь к вершине» / Napoléon (Франция, 1955), реж. Саша Гитри — актриса Даниэль Дарьё
- «Наполеон (мини-сериал)» / Napoléon (Франция, 2002), реж. Ив Симоно — актриса Джессика Паре

### Комментарии
1. ↑  По замечанию историка Жана Саванта, Элеонора Денюэль была «девушкой, которая дорого обходилась государству, а также многим джентльменам в Империи и за её пределами».
2. ↑  Наполеон отказался официально признать сына, не желая наследовать империю внебрачному ребёнку, и запретил называть его своим именем, оставив от «Наполеон» только «Леон».